# Allsvenskan i handboll för herrar 1980/1981
Allsvenskan i handboll 1980/1981 vanns av Ystads IF, men Vikingarnas IF vann SM-slutspelet och blev svenska mästare. Lag 1-4 gick till SM-slutspel. Lag 10-11 fick spela nerflyttningskval, medan lag 12 flyttades ner till Division II.

## Slutställning
| Nr | Lag                | S  | V  | O | F  | GM  | IM  | MS  | P  |
| -- | ------------------ | -- | -- | - | -- | --- | --- | --- | -- |
| 1  | Ystads IF          | 22 | 15 | 3 | 4  | 461 | 398 | +63 | 33 |
| 2  | HP Warta (U)       | 22 | 13 | 2 | 7  | 418 | 391 | +27 | 28 |
| 3  | Vikingarnas IF     | 22 | 13 | 1 | 8  | 511 | 476 | +35 | 27 |
| 4  | Lugi HF (RM)       | 22 | 12 | 3 | 7  | 471 | 452 | +19 | 27 |
| 5  | HK Drott           | 22 | 11 | 4 | 7  | 487 | 465 | +22 | 26 |
| 6  | IK Heim            | 22 | 10 | 4 | 8  | 481 | 477 | +4  | 24 |
| 7  | Västra Frölunda IF | 22 | 9  | 3 | 10 | 459 | 452 | +7  | 21 |
| 8  | H43                | 22 | 8  | 3 | 11 | 476 | 482 | −6  | 19 |
| 9  | Redbergslids IK    | 22 | 8  | 1 | 13 | 390 | 428 | −38 | 17 |
| 10 | SoIK Hellas        | 22 | 7  | 2 | 13 | 413 | 468 | −55 | 16 |
| 11 | Visby Gute (U)     | 22 | 6  | 2 | 14 | 422 | 461 | −39 | 14 |
| 12 | IFK Kristianstad   | 22 | 5  | 2 | 15 | 383 | 422 | −39 | 12 |

## SM-slutspelet

### Semifinaler
- Ystads IF–HP Warta 19–19, 20–16 (Ystads IF vidare)
- Vikingarnas IF–LUGI 23–18, 19–22, 18–17 (e.förl.) (Vikingarnas IF vidare)

### Finaler
- Vikingarnas IF–Ystads IF 21–15, 20–22, 26–22 (Vikingarnas IF svenska mästare)

## Skytteligan
|   | Spelare         | Lag             | Antal mål |
| - | --------------- | --------------- | --------- |
| 1 | Claes Ribendahl | LUGI            | 170       |
| 2 | Bengt Hansson   | HK Drott        | 156       |
| 3 | Bengt Håkansson | Vikingarnas IF  | 144       |
| 4 | Magnus Malmborg | H 43 Lund       | 124       |
| 5 | Stig Sánta      | Redbergslids IK | 116       |

- Källa: [1]